# Rancho el Llano
Rancho el Llano är en ort i Mexiko.   Den ligger i kommunen San Blas Atempa och delstaten Oaxaca, i den sydöstra delen av landet, 500 km sydost om huvudstaden Mexico City. Rancho el Llano ligger 29 meter över havet och antalet invånare är 718.
Terrängen runt Rancho el Llano är platt åt sydost, men åt nordväst är den kuperad. Runt Rancho el Llano är det ganska glesbefolkat, med 43 invånare per kvadratkilometer. Närmaste större samhälle är Juchitán de Zaragoza, 14,6 km öster om Rancho el Llano. Omgivningarna runt Rancho el Llano är en mosaik av jordbruksmark och naturlig växtlighet.